# Isabel Elizabeth Smith
Isabel Elizabeth Smith (1843-1938) fue una artista estadounidense, conocida principalmente por la pintura en miniatura y la enseñanza.

## Biografía
Isabel Elizabeth Smith nació en el condado de Clermont, Ohio, en 1843. Era de ascendencia escocesa. Su padre, Alexander Smith, nació en Perthshire, Escocia. Llegó a los Estados Unidos en 1820 y se asienta en el condado de Belmont, Ohio. Su esposa fue Rachel McClain. Tenían una familia de tres hijos, un hijo y dos hijas. El padre era amante del arte y filántropo. La madre era una mujer dedicada a realizar obras benéficas.
Smith temprano desarrolló un gusto por el arte. Fue educada en el Western Female College de Oxford, Ohio, y estudió arte durante las vacaciones en Cincinnati, Ohio. Después de su educación, se fue al extranjero y estudió en París y Dresde. Después de una ausencia de casi tres años, regresó a Estados Unidos y abrió un estudio en Washington D. C., en 1871.

### Carrera
Logró un éxito notable en la pintura de retratos, con muchas personas prominentes, entre ellas el secretario Edwin Stanton, un retrato de cuerpo entero que le fue ordenado por los representantes del gobierno de la ciudad. También pintó el retrato de Mary Frances Grant Cramer, hermana del general Ulysses S. Grant.
Mientras estaba en esa ciudad, se convirtió en miembro de la Iglesia Metodista Episcopal. Durante sus años de trabajo en Washington, sus ojos le fallaron, pero después de una temporada de descanso, volvió a París para aprender el método de Sèvres de pintar sobre porcelana. También estudió en la Galería Dresden, recibiendo comentarios del célebre Director Julius Schnorr von Carolsfeld.
A su regreso, abrió un estudio en la ciudad de Nueva York, donde obtuvo el mejor reconocimiento posible de los círculos literarios y artísticos. Mientras estuvo allí, fue elegida miembro de Sorosis, en cuya sociedad ocupó el cargo de presidenta del comité de arte. Usualmente tenía varios estudiantes, a quienes enseñaba gratuitamente.
Cuando tenía quince años, tuvo una enfermedad grave, durante la cual se comprometió a construir una iglesia para los pobres en su lugar natal, lo que a través de su ayuda e influencia se hizo, y a la que dedicó su interés y ayuda.
Pintó en Cincinnati, y sus retratos allí fueron muy elogiados. Fue la instructora de arte en Chautauqua, Nueva York, durante cuatro años, teniendo su estudio en el Kellogg Memorial Building. Renunció a su estudio en Nueva York para dedicar su tiempo y cuidar a su madre inválida.

### Vida personal
En 1895 se casó con F. Carl Smith (1867-1955), un pintor marino y de género. La pareja trabajó y estudió en París durante varios años, luego en la ciudad de Nueva York, para finalmente establecerse en Washington D. C. en 1902. En 1917 se mudaron a Pasadena, California.
Su padre era dueño de una gran extensión de tierra en Florida, cerca de la desembocadura del río San Juan, donde tenía un huerto de naranjos y una casa de invierno. Allí pasó varios inviernos.
Ella murió en 1938.